# Bretterwandbach
Der Bretterwandbach ist ein Bach in der Gemeinde Matrei in Osttirol (Bezirk Lienz). Er galt vor seiner Verbauung als der gefährlichste Wildbach Österreichs.

## Verlauf
Der Bretterwandbach entspringt südlich der Bretterwand, der Südflanke der Bretterwandspitze. Er bildet sich aus zwei Quellarmen, die sich nahe der „Wallischen Hütte“ vereinigen. In der Folge verläuft der Bretterwandbach nach Süden, wo er unterhalb der Roaneralm linksseitig den Hinterburgerbach aufnimmt. Kurz darauf biegt der Bretterwandbach nach Südwesten ab, wo er kurz oberhalb der „Kalkofensperre“ den linksseitig einmündenden Ladstattbach sowie den Goldriedbach aufnimmt. In diese Geschiebesperre mündet rechtsseitig auch der Glanzer Bach. Nach der Geschiebesperre verläuft der Bretterwandbach in westsüdwestlicher Richtung südlich des Weilers Hinterburg dem Markt Matrei zu, wo er entlang des Grabenwegs mitten durch den Hauptort der Gemeinde Matrei fließt. Westlich des Ortszentrums mündet der Bretterwandbach, der zwischen Dammweg und Kastelruther Straße eine breite Ausschotterungsfläche bildet, in den Tauernbach.

## Hydrologie und Physik
Die Gefährlichkeit des Bachs wird zu einem wesentlichen Teil von der Bretterwand verursacht: Diese glatte, großflächige Felswand in der Südflanke der Bretterwandspitze sorgt für eine konvektive Hebung der gegen sie getriebenen, feuchten Luftmassen und somit für eine lokale Intensivierung der Niederschläge. Auf die nahezu wasserundurchlässige Wand fallender Regen fließt sofort ab, ohne in irgendeiner Weise vom Untergrund aufgenommen zu werden. Dazu kommt die Verwitterungsschuttproduktion dieser großen Felsfläche. Große Mengen am Wandfuß angesammelter und mobilisierbarer Schutt werden dann bei intensivem Regen mitgerissen und sorgen für Vermurungen.

## Verbauungsmaßnahmen

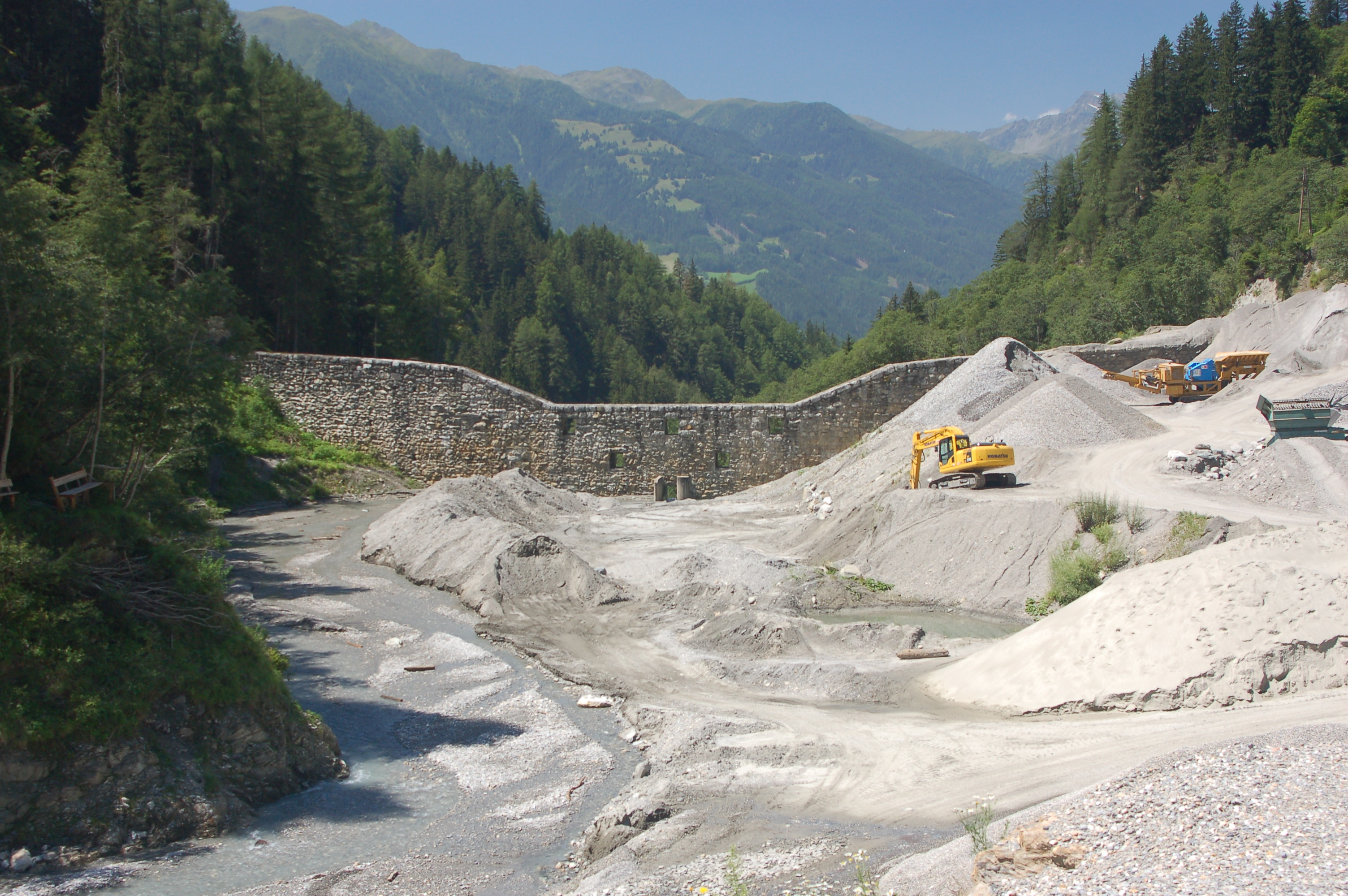
Die Kalkofensperre

Wegen der starken Vermurungen durch den Bretterwandbach wurde schon während der Monarchie begonnen, an seinem Verlauf insgesamt 168 Wildbach- und Lawinenverbauungen zu errichteten. Da eine Mure des Bretterwandbaches bis zu 120.000 Kubikmeter Schlamm, Erde und Steine umfassen kann, besitzt alleine die Kalkofensperre ein Aufnahmevolumen von 100.000 Kubikmeter. Um die Sicherheit entlang des Bretterwandbachs zu erhöhen, wurden allein in den Jahren vor 2011 mehr als zehn Millionen Euro in die Verbauung des Baches investiert. Im Bereich der Ledererbrücke wurden Schiebetore installiert, die auf Knopfdruck die für den Verkehr notwendigen Lücken der Verbauung schließen. Über ein bevorstehendes Hochwasser bzw. eine Mure warnen Sensoren und Messstationen an sensiblen Punkten des Bretterwandbaches.
2024 werden die Verbauungen im Bachbett erneut repariert und im Oberlauf um zwei neue Sperrenbauwerke ergänzt. Die Arbeiten sind so gefährlich, dass maximal drei Personen gleichzeitig im Bachbett arbeiten dürfen und dennoch ein Restrisiko, von Steinschlag getroffen zu werden, besteht. Um die Aufenthaltszeit der Arbeiter im Gefahrenbereich so kurz wie möglich zu halten, werden die Bauwerke aus Stahl, statt aus Beton gefertigt. Weitere Baupläne reichen schon bis ins Jahr 2037.

## Geschichte

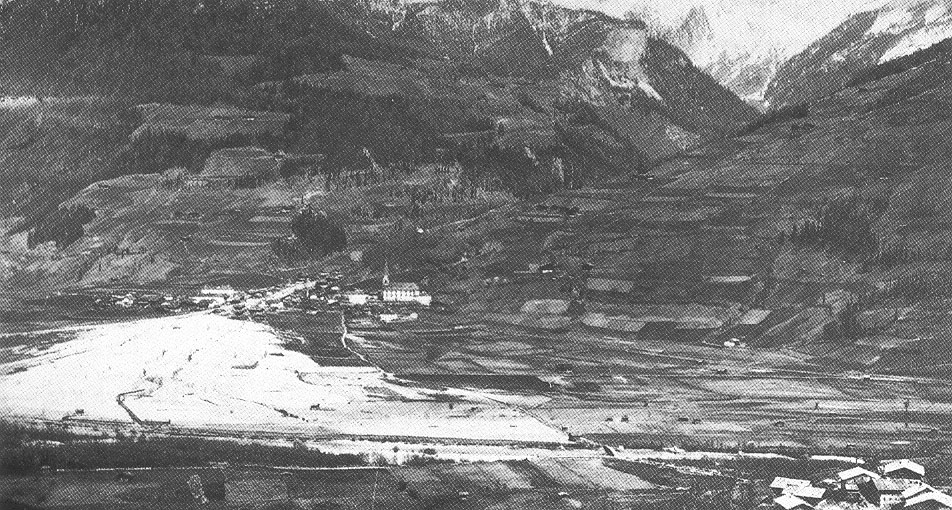
Matrei nach dem Ausbruch des Bretterwandbachs 1895

Die älteste Dokumentation eines Ausbruchs des Bretterwandbachs stammt aus dem Jahr 1276. Auch 1347 wurde der Markt Matrei von einem verheerenden Hochwasser beinahe völlig zerstört. Trotz der hohen Gefahren errichteten Bauern und Handwerker Mühlen am Rand des gefährlichen Wildbaches, der im Bereich von Matrei einen Schuttkegel von 40 bis 50 Metern Höhe auftürmte. Aus den folgenden Jahrhunderten sind wiederholt Muren und Hochwässer überliefert, die den Ort verwüsteten. Insgesamt soll Matrei 27 Mal durch den Bretterwandbach schwer geschädigt worden sein, wobei seit der Mitte des 19. Jahrhunderts Schadensfälle aus den Jahren 1850, 1882, 1886, 1895, 1907, 1927, 1932, 1945, 1946, 1965, 1966, 1970 und 1972 verzeichnet sind. Nach den mehrmaligen Vermurungen haben manche Häuser in Matrei drei „Kellergeschosse“, da auf die zerstörten und zugeschütteten Geschoße neue aufgesetzt wurden. Den Bewohnern von Presslab, einem Weiler der Ortschaft Glanz in 1595 m ü. A. Höhe und hoch über dem Bretterwandbach gelegen, kam vor der Errichtung moderner Sicherheits- und Warnanlagen die Aufgabe zu, die Bewohner des Marktes vor Ausbrüchen des Bretterwandbaches zu warnen. So signalisierten die Bewohner der hochgelegenen Höfe den Marktbewohnern durch das Schwenken großer Tücher oder durch das Abfeuern von Böllerschüssen, wenn Abbrüche an der Bretterwand zu hören oder zu sehen waren. Die Zeit bis zum Eintreffen der Schuttmassen konnten die Marktbewohner nutzen, um die Brücken über den Bretterwandbach abzutragen und die Lücken in der Schutzmauer zu schließen.
Wissenschaftler der Universität für Bodenkultur Wien haben aus Aufzeichnungen historischer Murgänge die Wahrscheinlichkeit für das Auftreten solcher Ereignisse berechnet: Kleine und mittlere Flutereignisse treten im Mittel alle 26 Jahre auf, große bis sehr große alle 56 Jahre.